# Would You Like?
Would You Like? é o extended play de estreia do girl group sino-coreano Cosmic Girls. O álbum foi lançado digitalmente e fisicamente em 25 de Fevereiro de 2016 pela Starship Entertainment e distribuída pela LOEN Entertainment. O álbum contém 6 faixas incluindo o single principal, "MoMoMo" e um segundo single entitulado "Catch Me", que foi composto por Kim Ina e é uma mistura de vários gêneros diferentes.
O mini-álbum foi um sucesso comercial chegando à sétima posição no Gaon Album Chart. Vendeu mais de 12,701 cópias físicas até Maio de 2016.

## Antecedentes e lançamento
No meio de Janeiro de 2016, a Starship Entertainment lançou o website oficial do grupo e anunciou via SNS que o grupo estrearia com o mini-album "Would You Like?" e duas faixas-título, "MoMoMo" e "Catch Me".
Teasers mostrando cada uma das membros para seus vídeos musicais foram lançados entre 17 e 23 de Fevereiro de 2016. Em 25 de Fevereiro, os vídeos musicais foram lançados online e pelo V App da Naver. Lee Kwang-soo, ator e modelo sul-coreano, fez uma participação especial no videoclipe de "MoMoMo".

## Promoção
Cosmic Girls realizaram um showcase ao vivo em 25 de Fevereiro, onde performaram "MoMoMo" e "Catch Me".
O grupo começou a promover estas canções em programas músicais no dia 25 de fevereiro. Elas primeiramente performaram no M Countdown do canal de televisão Mnet, seguido de performances no Music Bank da KBS, Show! Music Core da MBC e no Inkigayo da SBS.

## Desempenho comercial
Would You Like? entrou e chegou à sétima posição no Gaon Album Chart datado de 21 a 27 de Fevereiro de 2016. Na segunda semana, o EP caiu para a posição 45, saindo da tabela na semana seguinte.
O mini álbum entrou na 23ª posição no Gaon Album Chart para o mês de Fevereiro de 2016, chegando até a 18ª posição um mês depois em Março. O EP tabelou por 4 meses consecutivos vendendo mais de 12,701 cópias até Maio de 2016.

## Lista de Faixas
| N.º            | Título                    | Duração |  |
| 1.             | "Space Cowgirl" (Intro)   | 1:12    |  |
| 2.             | "Mo Mo Mo" (모모모)       | 3:42    |  |
| 3.             | "Catch Me"                | 3:14    |  |
| 4.             | "Tick-Tock"               | 3:28    |  |
| 5.             | "Take My Breath"          | 3:44    |  |
| 6.             | "MoMoMo" (Versão chinesa) | 3:15    |  |
| Duração total: | Duração total:            | 18:35   |  |

## Tabelas

### Tabelas semanais
| Tabela (2016)                      | Posição mais alta |
| ---------------------------------- | ----------------- |
| Coreia do Sul (Gaon Digital Chart) | 7                 |

### Tabelas mensais
| Tabela (2016)                    | Posição mais alta |
| -------------------------------- | ----------------- |
| Coreia do Sul (Gaon Album Chart) | 18                |

## Histórico de lançamento
| Região        | Data                    | Formato              | Gravadora              |
| Mundialmente  | 25 de Fevereiro de 2016 | Download Digital     | Starship Entertainment |
| Coréia do Sul | 25 de Fevereiro de 2016 | CD, download digital | Starship Entertainment |
| ------------- | ----------------------- | -------------------- | ---------------------- |